# Бреганце
Бреганце, Бреґанце (італ. Breganze, вен. Breganze) — муніципалітет в Італії, у регіоні Венето, провінція Віченца.
Бреганце розташоване на відстані близько 430 км на північ від Рима, 70 км на північний захід від Венеції, 17 км на північ від Віченци.
Населення — 8724 особи (2014).
Щорічний фестиваль відбувається 15 серпня. Покровитель — Maria SS. Assunta.

## Демографія
Населення за роками:

Станом на 1 січня 2023 року в муніципалітеті офіційно проживало 369 іноземців з 43 країн, серед них 90 громадян країн Євросоюзу та 6 громадян України.

## Сусідні муніципалітети
- Фара-Вічентіно
- Мазон-Вічентіно
- Монтеккьо-Прекальчино
- Сандриго
- Сарчедо
- Ск'явон